# Список ритм-енд-блюзових хітів номер один (США)
За версією журналу Billboard до цього списку включені усі ритм-енд-блюз хіти #1 з 1942 по 1959 роки.
Примітка:в період з 1948 та 1955 роки, існували окремі чарти Best Sellers (Бестселери) та Juke Box plays (Хіти радіостанцій). В 1955 році з'явився третій — Jockeys chart (Чарт ді-джеїв), оснований на кількості ротацій. Ці три чарти були об'єднані в один — R&B чарт в жовтні 1958 року. Через таку кількість чартів декілька пісень могли займати перше місце в хіт-параді впродовж тижня.

## Назви чартів
- Harlem Hit Parade — з 1942 по 10 лютого 1945.
- Juke Box Race Records — з 17 лютого 1945 по 17 червня 1957.
- Billboard's "Best Sellers" — з 22 травня, 1948 по 13 жовтня, 1958.
- Rhythm & Blues — з 25 червня 1949 по 30 листопада 1963.
- Billboard's "Jockeys" — з 22 січня 1955 по 13 жовтня 1958.
- Hot R&B — з 20 жовтня 1958 по 30 листопада 1963. Відновлений 30 січня 1965 року та проіснував під цією назвою до 16 серпня 1969-го.
- Soul Singles — з 23 серпня 1969 по 7 липня 1973.
- Hot Soul Singles — з 14 липня 1973 оп 19 червня 1982.
- Hot Black Singles — з 26 червня 1982 по жовтень 1990.
- Hot R&B Singles — з жовтня 1990 по 1998.
- Hot R&B/Hip-Hop Songs — з 1998 і дотепер.

Зірочка після назви пісні означає, що пісня втратила перше місце в хіт-параді, а потім знов його посіла.

## 1940-ві

### 1942
- 24 жовтня: «Take It and Git» — Енді Кірк та His Clouds of Joy (1 тиждень)
- 31 жовтня: «Mr. Five by Five» —- Фредді Слек та His Orchestra (2 тижні)*
- 7 листопада: «Trav'lin’ Light» — Пол Вайтмен та His Orchestra (3 тижні)*
- 14 листопада: «Stormy Monday Blues» — Ерл Хайнс та His Orchestra (1 тиждень)
- 28 листопада: «When the Lights Go on Again» — Лакі Мілліндер та His Orchestra (2 тижні)*
- 19 листопада: «White Christmas» — Бінг Кросбі (3 тижні)

### 1943
- 16 січня: «See See Rider Blues» — Бі Буз (4 тижні)*
- 23 січня: «What's the Use of Getting Sober (When You Gonna Get Drunk Again)» — Луїс Джордан та His Tympany Five (1 тиждень)
- 30 січня: «That Ain't Right» — Nat King Cole Trio (1 тиждень)
- 13 лютого: «Apollo Jump» — Лакі Мілліндер та His Orchestra (2 тижні)
- 6 березня: «Don't Stop Now» — Бонні Девіс (5 тижнів)*
- 27 березня: «Don't Get Around Much Anymore» — The Ink Spots(2 тижні)*
- 17 квітня: «I've Heard That Song Before» — Гаррі Джеймс та His Orchestra (1 тиждень)
- 24 квітня: «I Can't Stand Losing You» — The Ink Spots (7 тижнів)*
- 29 травня: «Don't Get Around Much Anymore (Never No Lament)» — Дюк Еллінгтон та His Famous Orchestra (3 тижні)*
- 17 липня: «You'll Never Know» — Дік Хеймз (4 тижні)
- 14 серпня: «Don't Cry Baby» — Ерскін Хокінс та His Orchestra (14 тижнів)*
- 25 вересня: «A Slip of the Lip (Can Sink a Ship)» — Дюк Еллінгтон and His Famous Orchestra (1 тиждень)
- 2 жовтня: «Sentimental Lady» — Дюк Еллінгтон та His Famous Orchestra (1 тиждень)
- 20 листопада: «All for You» — The Nat King Cole Trio (2 тижні)*
- 18 грудня: «Shoo-Shoo Baby» — Елла Мей Морс (2 тижні)*
- 25 грудня: «Sweet Slumber» — Лакі Мілліндер та His Orchestra (1 тиждень)

### 1944
- 1 січня: «Ration Blues» — Луїс Джордан та His Tympany Five (1 тиждень)
- 15 січня: «Do Nothin' Till You Hear from Me» - Дюк Еллінгтон and His Famous Orchestra (8 тижнів)*
- 22 січня: «G.I. Jive» — Джонні Мерсер з Полом Вестоном та His Orchestra (1 тиждень)
- 11 березня: «Solo Flight» — Бенні Гудмен та His Orchestra (1 тиждень)
- 25 березня: «Cow-Cow Boogie (Cuma-Ti-Yi-Yi-Ay)» — The Ink Spots та Елла Фіцджеральд (1 тиждень)
- 1 квітня: «Main Stem» — Дюк Еллінгтон та His Famous Orchestra (4 тижні)*
- 15 квітня: «When My Man Comes Home» — Бадді Джонсон та His Band (1 тиждень)
- 29 квітня: «Straighten Up and Fly Right» — The Nat King Cole Trio (10 тижнів)*
- 15 липня: «G.I. Jive» — Луїс Джордан та His Tympany Five (6 тижнів)*
- 19 серпня: «Till Then» — The Mills Brothers (1 тиждень)
- 2 вересня: «Hamp's Boogie Woogie» — Лайонел Хемптон and His Orchestra (6 тижнів)*
- 30 вересня: «I'm Lost» — Бенні Картер та His Orchestra (2 тижні)*
- 21 жовтня: «Gee-Baby — Ain’t I Good to You» — The Nat King Cole Trio (4 тижні)
- 18 листопада: «Into Each Life Some Rain Must Fall» — The Ink Spots та Елла Фіцджеральд (11 тижнів)*

### 1945
- 10 лютого: «Somebody's Gotta Go» — Куті Вільямс та His Orchestra (1 тиждень)
- 17 лютого: «I Wonder» — Сесіл Гант (2 тижні)
- 24 лютого: «I Wonder» — Рузвельт Сайкс (7 тижнів)
- 14 квітня: «Tippin' In» — Ерскін Хокінс та His Orchestra (6 тижнів)*
- 21 квітня: «Mop! Mop!» — Луїс Джордан та His Tympany Five (1 тиждень)
- 2 червня: «Caldonia» — Луїс Джордан та His Tympany Five (7 тижнів)
- 14 червня: «Who Threw the Whiskey in the Well» — Лакі Мілліндер та His Orchestra (8 тижнів)
- 8 вересня: «The Honeydripper» (Частини 1 та 2) — Джо Ліггінс та His Honeydrippers (18 тижнів)

### 1946
- 12 січня: «Buzz Me» — Луїс Джордан та His Tympany Five (9 тижнів)
- 16 березня: «Hey! Ba-Ba-Re-Bop» — Лайонел Хемптон and His Orchestra (16 тижнів)*
- 23 березня: «Don’t Worry 'bout That Mule» — Луїс Джордан та His Tympany Five (1 тиждень)
- 29 червня: «The Gypsy» — The Ink Spots (3 тижні)*
- 10 липня: «Stone Cold Dead in the Market (He Had It Coming)» — Елла Фіцджеральд і Луїс Джордан та His Tympany Five (5 тижнів)
- 24 серпня: «Choo Choo Ch'Boogie» — Луїс Джордан та His Tympany Five (18 тижнів)*
- 23 листопада: «Ain’t That Just Like a Woman (They’ll Do It Every Time)» — Луїс Джордан та His Tympany Five (2 тижні)*

### 1947
- 17 січня: «Ain’t Nobody Here But Us Chickens» — Луїс Джордан та His Tympany Five (17 тижнів)*
- 26 квітня: «Texas and Pacific» — Луїс Джордан та His Tympany Five (2 тижні)*
- 17 травня: «I Want to Be Loved (But Only By You)» — Саванна Черчилль та the Sentimentalists (8 тижнів)*
- 24 травня: «Old Maid Boogie» — Едді Вінсон та His Orchestra (2 тижні)*
- 28 червня: «Jack You’re Dead» — Луїс Джордан та His Tympany Five (7 тижнів)*
- 30 серпня: «Boogie Woogie Blue Plate» — Луїс Джордан та His Tympany Five (14 тижнів)*
- 22 листопада: «(Opportunity Knocks But Once) Snatch and Grab It» — Джулія Лі та Her Boy Friends (12 тижнів)*

### 1948
- 21 січня: «I Love You Yes I Do» — Бул Муз Джексон та His Buffalo Bearcats (3 тижні)*
- 20 березня: «King Size Papa» — Джулія Лі та Her Boy Friends (9 тижнів)
- 22 травня: «Tomorrow Night» — Лонні Джонсон (7 тижнів)*
- 19 червня: «Good Rockin' Tonight» — Віноні Харріс (1 тиждень)
- 10 липня: «Long Gone (Parts I & II)» — Сонні Томпсон (3 тижні)*
- 10 липня: «Run Joe» — Луїс Джордан та His Tympany Five (2 тижні)*
- 24 липня: «I Can't Go on Without You» — Бул Муз Джексон та His Buffalo Bearcats (8 тижнів)
- 4 вересня: «Messin' Around» — Мемфіс Слім та His House Rockers (2 тижні)*
- 11 вересня: «My Heart Belongs to You» — Арбі Стідхем (1 тиждень)
- 18 вересня: «Pretty Mama Blues» — Айвері Джо Хантер (3 тижні)
- 2 жовтня: «Corn Bread» — Hal Singer Sextette (4 тижнів)*
- 2 жовтня: «Late Freight» — Сонні Томпсон Quintet (1 тиждень)
- 9 жовтня: «Am I Asking Too Much» — Діна Вашингтон (1 тиждень)
- 6 листопада: «Blues After Hours» — Пі Ві Крейтон (3 тижні)*
- 27 листопада: «It's Too Soon to Know» — The Orioles (1 тиждень)
- 4 грудня: «Chicken-Shack Boogie» — Еймос Мілберн (5 тижнів)*
- 4 грудня: «Bewildered» — Ред Міллер Trio (5 тижнів)*
- 18 грудня: «'Long About Midnight» — Рой Браун (1 тиждень)
- 25 грудня: «Bewildered» — Еймос Мілберн (3 тижні)*

### 1949
- 19 лютого: «Boogie Chillen'» — Джон Лі Хукер (1 тиждень)
- 19 лютого: «The Deacon's Hop» — Big Jay McNeely's Blue Jays (1 тиждень)
- 5 травня: «The Huckle-Buck» — Пол Вільямс та His Hucklebuckers (14 тижнів)*
- 4 червня: «Trouble Blues» — Тріо Чарльза Брауна (15 тижнів)
- 20 серпня: «Ain't Nobody's Business (Parts 1 & 2)» — Джиммі Візерспун (1 тиждень)
- 10 вересня: «Roomin' House Boogie» — Еймос Мілберн (2 тижні)
- 17 вересня: «All She Wants to Do Is Rock» — Віноні Харріс (2 тижні)*
- 17 вересня: «Tell Me So» — The Orioles (1 тиждень)
- 24 вересня: «Baby Get Lost» — Діна Вашигтон (2 тижні)
- 8 жовтня: «Beans and Corn Bread» — Луїс Джордан та His Tympany Five (1 тиждень)
- 15 жовтня: «Saturday Night Fish Fry» — Луїс Джордан та His Tympany Five (12 тижнів)*
- 24 грудня: «For You My Love» — Ларрі Дарнелл (8 тижнів)*

## 1950-ті

### 1950
- 18 лютого: «I Almost Lost My Mind» — Айвері Джо Хантер (5 тижнів)*
- 4 березня: «Double Crossing Blues» — Johnny Otis Quintette, the Robins, та Літтл Естер (9 тижнів)
- 15 квітня: «Mistrustin' Blues» — Літтл Естер з Мелом Вокером та the Johnny Otis Orchestra (4 тижні)
- 13 травня: «I Need You So» — Айвері Джо Хантер (2 тижні)
- 27 травня: «Pink Champagne» — Джо Ліґґінс та His Honeydrippers (13 тижнів)*
- 8 липня: «Cupid Boogie» — Johnny Otis Orchestra, Літтл Естер та Мел Вокер (1 тиждень)
- 19 серпня: «Hard Luck Blues» — Рой Браун (3 тижні)
- 2 вересня: «Mona Lisa» — Нат «Кінг» Коул (4 тижні)
- 9 вересня: «Blue Light Boogie (Parts 1 & 2)» — Луїс Джордан та His Tympany Five (7 тижнів)
- 28 жовтня: «Blue Shadows» — Ловелл Фулсон (4 тижні)
- 4 листопада: «Anytime — Any Place — Anywhere» — Джо Морріс та His Orchestra (4 тижні)*
- 25 листопада: «Please Send Me Someone to Love» — Персі Мейфілд (2 тижні)*
- 9 грудня: «Teardrops from My Eyes» — Рут Браун (11 тижнів)*

### 1951
- 6 січня: «Bad, Bad Whiskey» — Еймос Мілберн (3 тижні)*
- 3 березня: «Black Night» — Чарльз Браун (14 тижнів)
- 9 червня: «Rocket 88» — Джекі Бренстон та his Delta Cats (5 тижнів)
- 9 червня: «Chica Boo» — Ллойд Ґленн (2 тижні)
- 30 червня: «Sixty Minute Man» — The Dominoes (14 тижнів)*
- 1 вересня: «Don’t You Know I Love You» — The Clovers (2 тижні)
- 22 вересня: «The Glory of Love» — The Five Keys (4 тижні)*
- 3 листопада: «'T' 99 Blues» — Джиммі Нельсон та the Peter Rabbit Trio (1 тиждень)
- 10 листопада: «Fool, Fool, Fool» — The Clovers (6 тижнів)*
- 10 листопада: «I Got Loaded» — «Пеппермінт» Харріс (2 тижні)*
- 17 листопада: «I'm in the Mood» — Джон Лі Хукер (4 тижні)*
- 8 грудня: «Because of You» — Теб Сміт and His Orchestra (2 тижні)
- 29 грудня: «Flamingo» — Ерл Бостіч та His Orchestra (4 тижні)*

### 1952
- 12 січня «Weepin' & Cryin'» — Griffin Brothers Orchestra (3 тижні)
- 12 січня «Cry» — Джонні Рей та the Four Lads (1 тиждень)
- 2 лютого «3 o’Clock Blues» — Бі Бі Кінг (5 тижнів)
- 15 березня «Night Train» — Джиммі Форрест (7 тижнів)
- 15 березня «Booted» — Роско Ґордон (1 тиждень)
- 3 травня «5–10–15 Hours» — Рут Браун (7 тижнів)
- 14 червня «Have Mercy Baby» — The Dominoes (10 тижнів)*
- 21 червня «Goin' Home» — Фетс Доміно (1 тиждень)
- 12 липня «Lawdy Miss Clawdy» — Ллойд Прайс (7 тижнів)*
- 23 серпня «Mary Jo» — Four Blazes (3 тижні)
- 6 вересня «Ting-a-Ling» — The Clovers(1 тиждень)
- 27 вересня «My Song» — Джонні Ейс (9 тижнів)
- 27 вересня «Juke» — Літтл Волтер (8 тижнів)*
- 8 листопада «Five Long Years» — Едді Бойд (7 тижнів)*
- 8 листопада «You Know I Love You» — Бі Бі Кінг (2 тижні)*
- D27 грудня «I Don't Know» — Віллі Мейбон і His Combo (8 тижнів)

### 1953
- 21 лютого: «Baby Don't Do It» — The «5» Royales (3 тижні)
- 7 березня: «(Mama) He Treats Your Daughter Mean» — Рут Браун (5 тижнів)
- 18 квітня: «Hound Dog» — Віллі Мей "Біґ Мама" Торнтон (7 тижнів)
- 30 травня «I'm Mad» — Віллі Мейбон та His Combo" (2 тижні)
- 13 червня: «Help Me Somebody» — The «5» Royales (5 тижнів)*
- 4 липня: «Please Love Me» — Бі Бі Кінг (3 тижні)*
- 18 липня: «The Clock» — Джонні Ейс (5 тижнів)*
- 22 серпня: «Crying in the Chapel» — The Orioles (5 тижнів)*
- 19 вересня: «Shake a Hand» — Фей Адамс (10 тижнів)*
- 21 листопада: «Money Honey» — The Drifters (11 тижнів)
- 5 грудня: «Honey Hush» — Біґ Джо Тернер (8 тижнів)

### 1954
- 30 січня: «The Things That I Used to Do» — Ґітар Слім (14 тижнів)
- 6 лютого: «I'll Be True» — Фей Адамс (1 тиждень)
- 27 березня: «You'll Never Walk Alone» — Рой Хемільтон (8 тижнів)
- 22 травня: «Work With Me, Annie» — The Midnighters (7 тижнів)
- 12 червня: «Shake, Rattle and Roll» — Біґ Джо Тернер (3 тижні)
- 10 липня: «Honey Love» — The Drifters (8 тижнів)
- 4 вересня: «Oh What a Dream» — Рут Браун (8 тижнів)
- 25 вересня: «Annie Had a Baby» — The Midnighters (2 тижні)
- 16 жовтня: «Hurts Me to My Heart» — Фей Адамс (5 тижнів)
- 20 листопада: «Mambo Baby» — Рут Браун (1 week)
- 27 листопада: «Hearts of Stone» — The Charms (9 тижнів)
- 25 грудня: «You Upset Me Baby» — Бі Бі Кінг (2 тижні)

### 1955
- 15 січня: «Earth Angel (Will You Be Mine)» — The Penguins (3 тижні)
- 22 січня: «Sincerely» — The Moonglows (2 тижні)*
- 12 лютого: «Pledging My Love» — Джонні Ейс (10 тижнів)*
- 9 квітня: «The Wallflower» — Етта Джеймс (4 тижні)*
- 23 квітня: «My Babe» — Літтл Волтер (5 тижнів)*
- 7 травня: «I Got a Woman» — Рей Чарльз (1 тиждень)
- 21 травня: «Unchained Melody» — Рой Хемільтон (3 тижні)
- 11 червня: «Ain't That a Shame» — Фетс Доміно (1 тиждень)
- 18 червня: «Unchained Melody» — Ел Хібблер (1 тиждень)
- 25 червня: «Bo Diddley» — Бо Діддлі (2 тижні)*
- 6 серпня: «A Fool for You» — Рей Чарльз (1 тиждень)
- 20 серпня: «Maybellene» — Чак Беррі (11 тижнів)
- 22 жовтня: «Only You (and You Alone)» — The Platters (7 тижнів)
- 29 жовтня: «All by Myself» — Фетс Доміно (3 тижні)
- 17 грудня: «Hands Off» — Джей Макшенн and His Orchestra (3 тижні)
- 31 грудня: «Poor Me» — Фетс Доміно (1 тиждень)
- 31 грудня: «Adorable» — The Drifters (1 тиждень)

### 1956
- 7 січня: «The Great Pretender» — The Platters (11 тижнів)*
- 7 січня: «At My Front Door» — The El Dorados (1 тиждень)*
- 17 березня: «Why Do Fools Fall in Love» - Френкі Лаймон та The Teenagers (5 тижнів)
- 24 березня: «Drown in My Own Tears» - Рей Чарльз (2 тижні)
- 14 квітня: «Long Tall Sally» - Літтл Річард (8 тижнів)
- 19 травня: «I'm in Love Again» - Фетс Доміно (9 тижнів)*
- 21 липня: «Fever» - Літтл Віллі Джон (5 тижнів)
- 28 липня: «Treasure of Love» - Клайд Макфеттер (1 тиждень)
- 4 серпня: «Rip It Up» - Літтл Річард (2 тижні)
- 18 серпня: «My Prayer» - The Platters (2 тижні)
- 25 серпня: «Honky Tonk (Parts 1 & 2)» - Білл Доґґетт (13 тижнів)*
- 1 вересня: Let the Good Times Roll - Shirley & Lee (3 тижні)*
- 15 вересня: «Hound Dog»/«Don’t Be Cruel» - Елвіс Преслі (6 тижнів)*
- 13 листопада: «Blueberry Hill» - Фетс Доміно (11 тижнів)*

### 1957
- 5 січня «Since I Met You Baby» - Айвері Джо Хантер (3 тижні)
- 26 січня «Blue Monday» - Фетс Доміно (8 тижнів)*
- 9 березня «Jim Dandy» - ЛаВерн Бейкер (1 тиждень)
- 16 березня «Love Is Strange» - Mickey and Sylvia (2 тижні)
- 23 березня «I'm Walkin'» - Фетс Доміно (6 тижнів)
- 27 квітня «Lucille» - Літл Річард (2 тижні)
- 29 квітня «School Day» - Чак Беррі (5 тижнів)*
- 29 квітня «All Shook Up» - Елвіс Преслі (4 тижнів)
- 3 травня «Young Blood» - The Coasters (1 тиждень)
- 10 травня «Searchin'» - The Coasters (12 тижнів)
- 17 травня «C.C. Rider» - Чак Вілліс (2 тижні)*
- 29 липня «Short Fat Fannie» - Ларрі Вільямс (1 тиждень)
- 19 серпня «Send For Me» - Нат «Кінг» Коул (2 тижні)
- 2 вересня «Further Up the Road» - Боббі «Блу» Бленд (2 тижні)*
- 2 вересня «(Let Me Be Your) Teddy Bear» - Елвіс Преслі (1 тиждень)
- 9 вересня «Whole Lot Of Shakin' Going On» - Джеррі Лі Льюїс (2 тижні)
- 16 вересня «Long Lonely Nights» - Клайд Макфеттер (1 тиждень)
- 23 вересня «Diana» - Пол Анка (2 тижні)
- 30 вересня «Mr. Lee» - The Bobbettes (4 тижнів)*
- 7 жовтня «Honeycomb» - Джиммі Роджерс (2 тижні)
- 21 жовтня «Jailhouse Rock» - Елвіс Преслі (5 тижнів)
- 28 жовтня «Wake Up Little Susie» - The Everly Brothers (1 тиждень)
- 25 листопада «You Send Me» - Сем Кук (6 тижнів)

### 1958
- 1/6 At the Hop - Danny & the Juniors (5 Weeks)
- 1/6 Raunchy - Ерні Фріман (2 тижні)
- 1/20 Raunchy - Bill Justis And His Orchestra (1 Week)
- 1/27 I'll Come Running Back to You - Сем Кук (1 ттиждень)
- 2/3 Get a Job - The Silhouettes (6 Weeks)
- 3/10 Sweet Little Sixteen - Chuck Berry (3 Weeks)
- 3/31 Tequila - The Champs (4 Weeks)
- 4/28 Twilight Time - The Platters (3 Weeks)
- 5/5 Wear My Ring Around Your Neck - Елвіс Преслі (3 Weeks)
- 5/19 All I Have to Do Is Dream - The Everly Brothers (5 Weeks)
- 5/26 Witch Doctor - David Seville (1 Week)
- 6/23 Yakety Yak - The Coasters (7 Weeks)
- 6/23 What Am I Living For - Chuck Willis (1 Week)
- 8/4 Splish Splash - Bobby Darin (2 Weeks)
- 8/11 Patricia - Perez Prado And His Orchestra (2 Weeks)
- 8/25 Just a Dream - Jimmy Clanton (1 Week)
- 9/1 Little Star - The Elegants (4 Weeks)
- 9/1 When - The Kalin Twins (1 Week)
- 9/29 It's All in the Game - Tommy Edwards (3 Weeks)
- 10/6 Rockin' Robin - Bobby Day (3 Weeks)
- 10/27 Topsy II - Cozy Cole (6 Weeks)
- 12/8 A Lover's Question - Clyde McPhatter (1 Week)
- 12/15 Lonely Teardrops - Jackie Wilson (7 Weeks)

### 1959
- 2/2 Try Me - James Brown (1 Week)
- 2/9 Stagger Lee - Lloyd Price (4 Weeks)
- 3/9 It's Just a Matter of Time - Brook Benton (9 Weeks)
- 5/11 Kansas City - Wilbert Harrison (7 Weeks)
- 6/29 Personality - Lloyd Price (4 Weeks)
- 7/27 There Goes My Baby - The Drifters (1 Week)
- 8/3 What'd I Say (Part 1) - Ray Charles (1 Week)
- 8/10 Thank You Pretty Baby - Brook Benton (4 Weeks)
- 9/7 I'm Gonna Get Married - Lloyd Price (3 Weeks)*
- 9/21 I Want to Walk You Home - Fats Domino (1 Week)
- 10/5 Poison Ivy - The Coasters (4 Weeks)*
- 10/12 Sea of Love - Phil Phillips (1 Week)
- 10/19 You Better Know It - Jackie Wilson (1 Week)
- 11/16 So Many Ways - Brook Benton (3 Weeks)*
- 11/23 Don't You Know? - Della Reese (2 Weeks)
- 12/7 The Clouds - The Spacemen (3 Weeks)*